# Mittelstand
Una mittelstand es un tipo de empresa industrial típica en países de habla alemana. Comentadores políticos y económicos han estado atribuyendo a ese sector el desarrollo en esos países, especialmente en Alemania,  a partir de fines del siglo XIX
Crecientemente se habla del modelo mittelstand, como un modelo económico alternativo al “modelo anglosajón” de organización industrial.

## Terminología
La palabra es coloquial, careciendo de definición formal. Consecuentemente, su traducción no es fácil.
La palabra se compone de los términos Mittel (medio, centro) y Stand (literalmente: estado, nivel, rango) que se deriva del concepto medieval de posición social (como en tercer estado). Sin embargo el término alemán moderno para clase media es 'Mittelschicht' (Mittelklasse se refiere a automóviles medianos).
Así, se puede entender mittelstand como refiriéndose, en un doble sentido, a empresas intermedias: aquellas que no son ni muy grandes ni muy pequeñas y aquellas cuyos productos son intermedios.
En las palabras de Ralph Wiechers (principal economista de la Asociación alemana de manufacturadores de maquinarias industriales): “Mittelstand es una filosofía más que una cuestión de tamaño” (“orden de magnitud” en el original).

## Importancia
El sector mittelstand está constituido principalmente por 3,5 millones de empresas pymes, que proveen aproximadamente el 80% del empleo privado y constituyen el 98% del sector exportador de Alemania. En términos más específicos: produce 82 millones de empleos y un ingreso total de 2,4 billones de Euros anuales.
Según The Economist en 2011 este sector crecía a un 12% anual.

## Descripción
Las características principales de las empresas que comprenden el sector mittelstand son:
- Las empresas son de familia, pero con administración o gerencia profesional (generalmente por sus propios propietarios, que se califican para el propósito). Esto permite que las empresas se concentren en cuestiones de largo plazo (inversiones, investigación, desarrollo e innovación de productos, etcétera) en lugar de buscar la maximización a corto plazo de la ganancia de inversionistas que, de no obtener tales ganancias, pueden mover sus capitales financieros rápidamente. Las empresas mittelstand prefieren generar su propio capital de inversión o recurrir a instituciones que inviertan a largo plazo.
- Las empresas se mantienen a nivel local. Esto evita la confrontación directa con grandes empresas internacionales y permite la creación de lazos fuertes con las comunidades (por ejemplo: escuelas técnicas, universidades, etcétera). El empleo en empresas mittelstand generalmente comienza con aprendizajes que eventualmente llevan a empleos seguros, de alta especialización y productividad. Las empresas consideran que contribuir financieramente a instituciones locales (escuelas, etcétera) constituye una inversión de largo plazo, ya que contribuye a crear lazos comunitarios que conducen a fuerzas laborales interesadas en la prosperidad de la empresa.

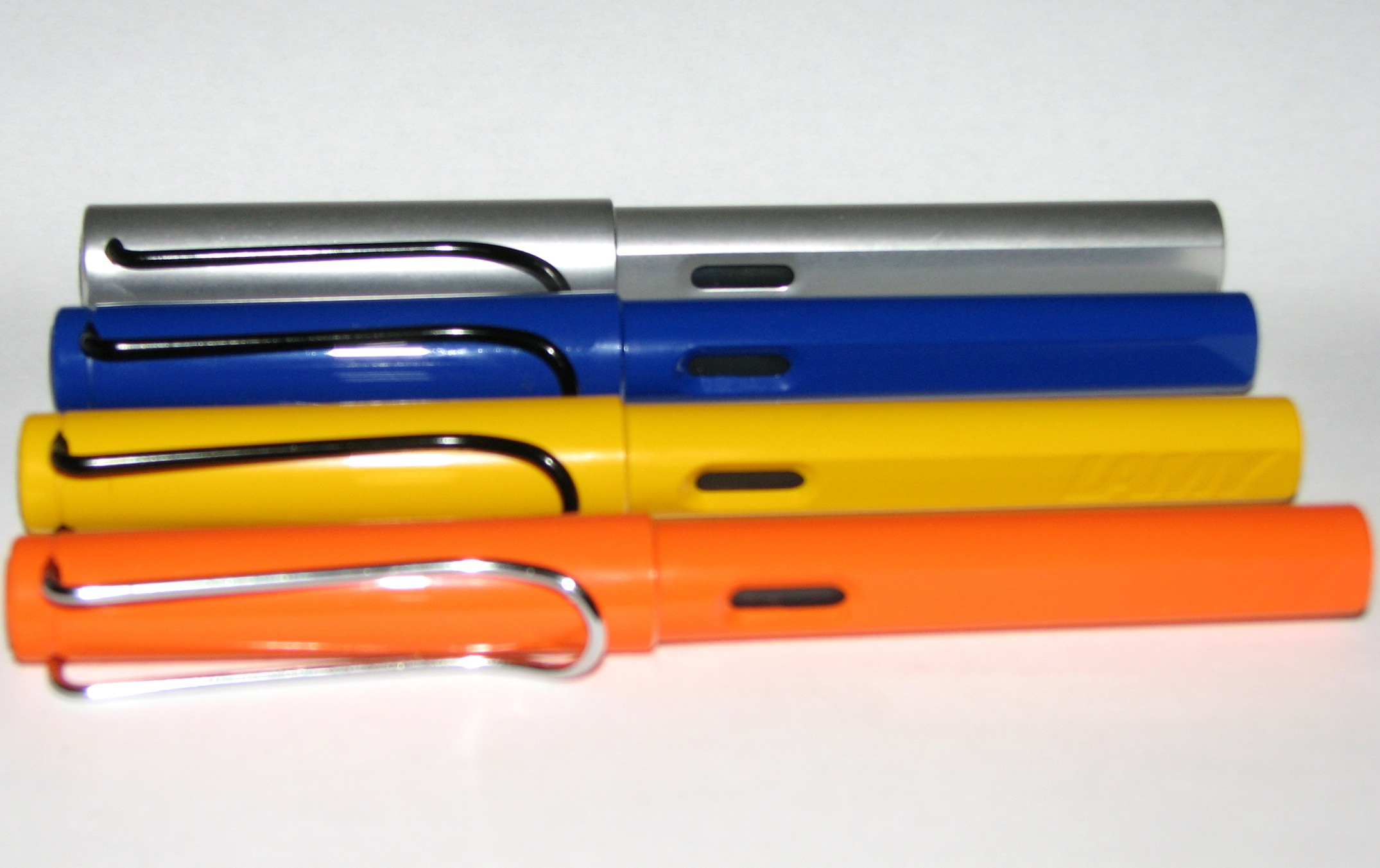
Parte de la línea de productos de la empresa Lamy

- Las empresas generalmente se especializan en productos intermedios, de baja visibilidad al público pero imprescindibles para productos ya sea de consumo o de capital. Por ejemplo: máquinas o partes de máquinas, componentes para bienes de consumo más complejos, tales como hornos para cocinas comerciales, ruedecillas y componentes metálicos para muebles, etcétera; también en el sector empresa a empresa (b2b) o, alternativamente, en sectores nicho de alta competitividad, pero no necesariamente de industria de punta o avanzada, en los cuales la calidad de los productos (y la reputación de las empresas) es fundamental para competir en el mercado: lápices, instrumentos de cocina, etcétera.
- Las empresas hacen grandes esfuerzos para proveer "Servicios de Post-Venta" a sus clientes. Mucho del producto de las empresas mittelstand se dedica a la exportación (en promedio, cada empresa del área exporta a 16 países).[13] Consecuentemente, mucha de esas empresas poseen subsidiarias en otros países, subsidiarias que se concentran en ofrecer consejos y servicios a clientes.[14]

En general, las empresas del mittelstand han sido descritas como “mejoradoras” más que “transformadoras”, en el sentido de que sus actividades innovadoras buscan mejorar ya sea sistemas de producción o productos que ya existen y/o son bien conocidos, adecuándolas a sectores específicos, más que basarse en la introducción de algún nuevo invento. Considérese, por ejemplo, la firma Lamy, que produce lapiceras, tintas y otros productos de escritura, con aproximadamente 500 empleados y un ingreso total anual (en 1999) de 120 millones de marcos, en su mayoría provenientes de la exportación.
El creador de la empresa (Josef Lamy) era un representante en Alemania de la empresa Parker Pen Company y compró en 1930 una fábrica de lápices, mejorando su producción -e introduciendo plumas fuentes-  basado en el uso de plásticos en lugar de maderas. Rápidamente, Lamy buscó servir mercados nichos (mujeres, artistas). Posteriormente, Lamy comenzó a producir bolígrafos, buscando dar a sus productos un diseño artístico y distintivo, incorporando materiales nuevos en su producción, estableciendo un “taller de innovaciones” en Heidelberg. A partir de 1989, la empresa introdujo un esquema mediante el cual los empleados podían hacerse socios de la misma. Difícilmente se podría describir cualquiera parte de eso como siendo innovativo o “de punta”. Sin embargo Lamy exporta sus productos a, entre otros, China, Japón y los Estados Unidos (con un ingreso total anual de sobre 50 millones de euros). Es a ese nivel que adquiere significado el renombre de la empresa, basada en la calidad de sus productos, que, a su vez depende en la calidad y dedicación de sus empleados, más que el hecho de que las maquinarias o los procesos empleados sean de avanzada. Después de todo, tanto esos procesos como las maquinarias no son ni secretos industriales ni de adquisición restringida, por lo que cualquier inversionista que lo desee puede obtenerlos fácilmente.
En la actualidad muchas de las exportaciones al área europea de Lamy se basan en proveer bolígrafos y otros artículos similares con el logotipo de otras empresas, que son utilizados como regalo de empresa.
Algunas de estas empresas llegan a ser muy grandes (por ejemplo, y continuando con el tema: Faber-Castell y Staedtler). Sin embargo, muchos las consideran como pertenecientes al sector, en la medida en que continúan basándose en los principios y tradiciones del mittelstand.

## Citas y referencias
1. ↑   Por ejemplo: The Economist: (julio de 2011) Beating China
2. ↑  «Employing German Mittelstand model could enhance UK operations management'». Archivado desde el original el 15 de octubre de 2012. Consultado el 12 de diciembre de 2011.
3. ↑  Guide business 2011 Le Moci  Le «Mittelstand» Un modèle allemand pour les PME
4. ↑  «O sucesso do modelo Mittelstand». Archivado desde el original el 5 de marzo de 2016. Consultado el 12 de diciembre de 2011.
5. ↑   Por ejemplo: Richard Deeg  (1996): German Banks and Industrial Finance in the 1990s
6. ↑   Ellen Brown (2011):  La Opción Pública en la Banca: Otra Mirada al Modelo Alemán
7. ↑    Bloomberg Businessweek (Sept. de 2010): Germany's Mittelstand Still Thrives
8. ↑   Wall Street Journal: The Engines of Growth
9. ↑   Bloomberg Businessweek (sep de 2010): Germany's Mittelstand Still Thrives
10. ↑   The Economist: (julio de 2011) Beating China
11. ↑   Bernd Venohr y Klaus E. Meyer (2007): The German Miracle Keeps Running: How Germany’s Hidden Champions Stay Ahead in the Global Economy
12. ↑   J AMAT: Transformarse o desaparecer p 171 y sig
13. ↑  Bob Trojan: Is Germany’s Mittelstand a Model for Rockford’s Manufacturing? Archivado el 7 de julio de 2011 en Wayback Machine.
14. ↑   Dean McMann: Mittelstand: A Lesson from Germany
15. ↑   Lamy records international growth, Frankfurter Allgemeine Zeitung, 16 June 2001.
16. ↑   Para esto y todo lo que sigue, ver el sitio web de la empresa:  Lamy (versión en ingles)